# Suikerbroodberg
De Suikerbroodberg (Portugees: Pão de Açúcar) is een 396 meter hoge bergtop bij de ingang van de Baai van Guanabara in de Braziliaanse stad Rio de Janeiro. De berg is een van zeven zogenaamde morros van graniet die vanuit de Atlantische Oceaan oprijzen in de buurt van deze stad. Deze inselberg heeft een karakteristieke afgeronde kegelvorm en is een bekend symbool van Rio de Janeiro.

## Etymologie
De berg heeft de vorm van een klomp suiker zoals deze volgens een historisch proces werd vervaardigd. Deze klompen werden suikerbroodjes genoemd.

## Toerisme

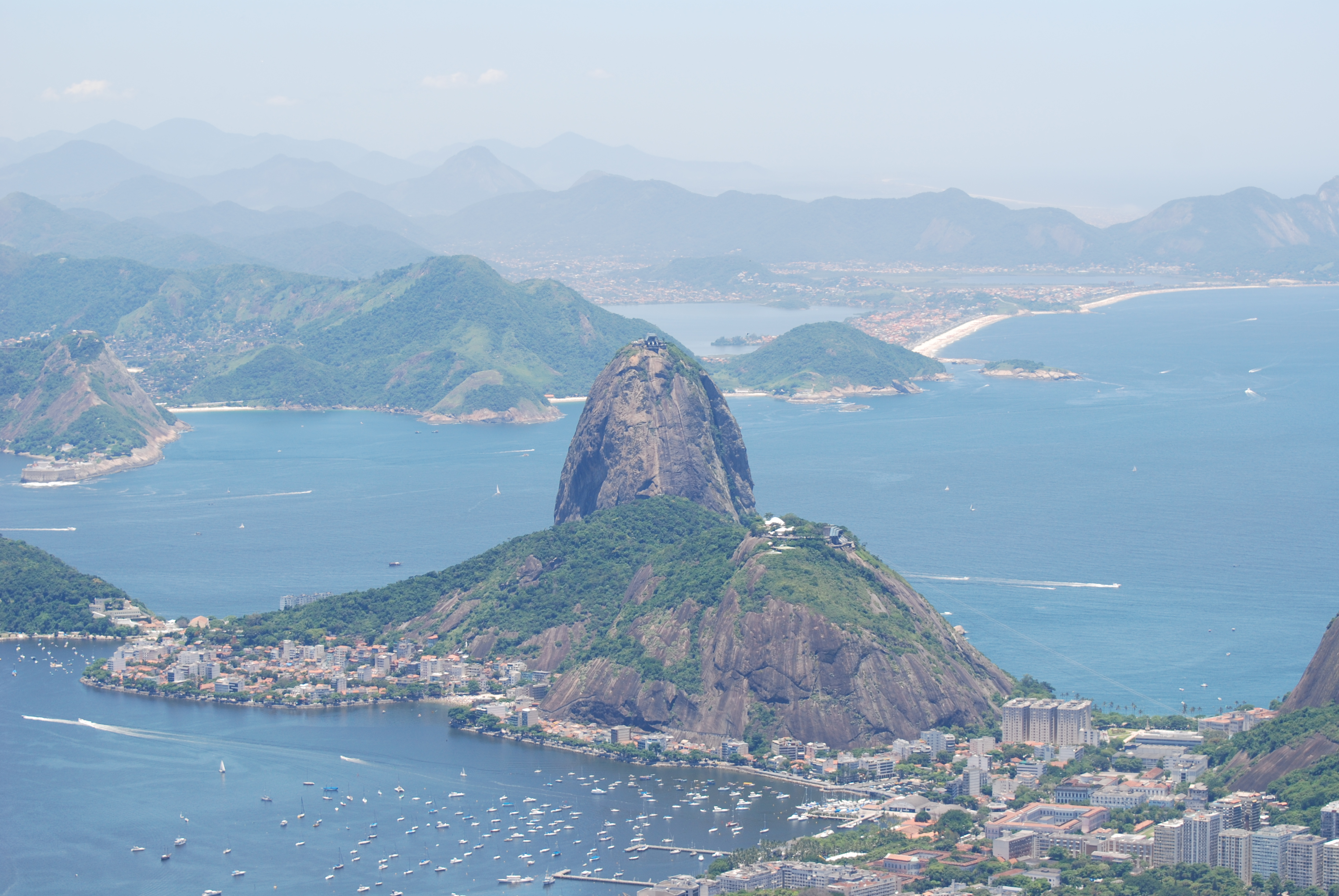
De suikerbroodberg gezien vanaf de Corcovado

De top van de Suikerbroodberg is te bereiken met een 1400 meter lange kabelbaan die 75 passagiers kan vervoeren. De kabelbaan werd aangelegd in 1912 en is een van de bekendste toeristische attracties van Rio de Janeiro.
Rotsklimmen is mogelijk op zowel de Suikerbroodberg als de nabijgelegen rotsen Morro da Babilônia en Morro da Urca. De drie klimwanden vormen een van de grootste rotsklimgelegenheden ter wereld in een stedelijk gebied, met meer dan 270 klimroutes.

## Geologie
Geologisch gezien is de berg een klein deel van een enorme granitische batholiet die aan weerszijden van de Baai van Guanabara langs de Braziliaanse kust dagzoomt. De batholiet ontstond 800 miljoen jaar geleden tijdens een fase van gebergtevorming. Door erosie ontstonden uit de batholiet de rotsen rond Rio de Janeiro. De ronde vorm is kenmerkend voor graniet (een hard, homogeen en breukbestendig gesteente).
Als graniet in de beperkte ruimte van een intrusie uitkristalliseert, bouwen zich zowel verticaal als horizontaal spanningen op, slechts in toom gehouden door het gewicht van het bovenliggende gesteente. Als de intrusie vrij komt te liggen en de druk wegvalt, ontstaan er gebogen lopende splijtvlakken. Door erosie krijgt de rots een glad, gebogen oppervlak.